# Ґриґоре Александре Ґіка
Ґриґоре Александре Ґіка (рум. Grigore III Ghica, *1724 — †12 жовтня 1777) — господар Молдовського князівства з 18 березня 1764 по 23 січня 1767 і з 28 вересня 1774 по 10 жовтня 1777 року, а також господар Валахії з 28 жовтня 1768 по 5 листопада 1769.

## Біографія
Ґриґоре Александре Ґіка був сином драгомана Александра Ґіки і племінником Ґриґоре Ґіки II .
Як правитель виявив себе ворогом Австрії і союзником Російської імперії. У внутрішній політиці поліпшив збір податків, заснував суконну фабрику, почав реформу освіти і загалом домігся відносного добробуту Молдовського князівства.
У 1767 був замінений на троні Ґриґоре Каллімакі, в наступному році став господарем Валахії і після захоплення Дунайських князівств Російською імперією був відправлений до Росії як заручник. Після укладення Кючук-Кайнарджійського мирного договору, знову вступив на престол Молдовського князівства. На прохання австрійської імператриці Марії Терезії, яка бажала встановити зручне сполучення між провінцією Галичиною, яка їй дісталася, і Трансильванією, Туреччина передала Австрії частину молдовських земель — а саме Буковину, незважаючи на протест молдовського господаря і бояр.
Історик Манолаке Дрегіч писав:
| «За цих обставин Ґриґоре Александре Ґіка при вступі на трон Молдови, відрізаною з одного боку німцями (...), висловив протест Порте проти цього зловживання, виклавши права країни і звинувативши турецький уряд, який не мав права самовільно забирати землю в Молдови, як країни, яка покорилася на умовах (і тільки), що її будуть захищати від чужого панування, а не ділити її сусідам по своїй волі. Цей протест, хоча і не був прийнятий до уваги на конференціях наступних двох років (...), але висловлював права країни (...), невід'ємне право завжди заперечувати проти цього гноблення ...» |
В результаті австрійських інтриг і доносів, був убитий агентами Османської імперії в 1777 році. Похований в церкві Святого Спиридона в Яссах.